# Ostrołódka

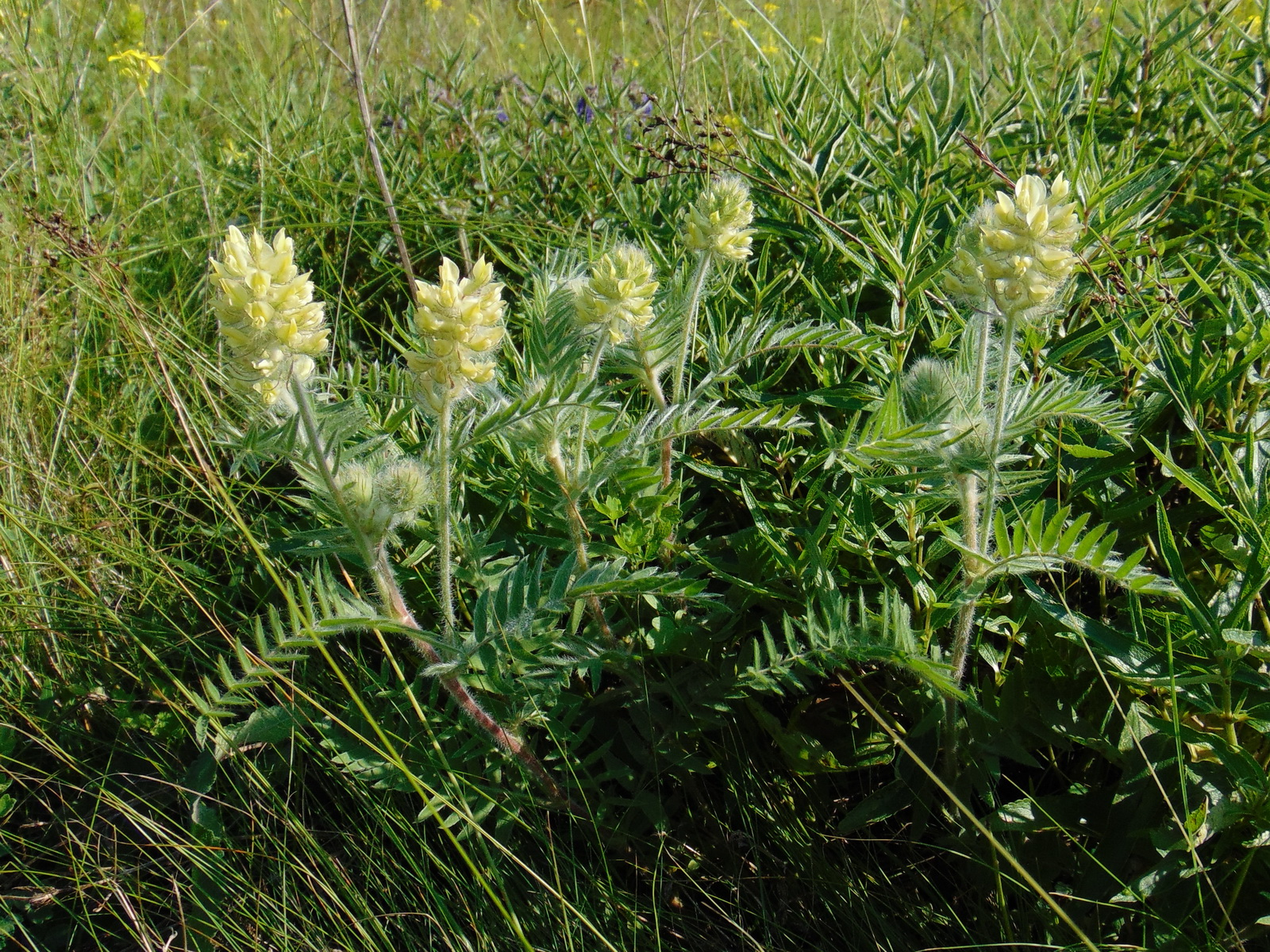
Ostrołódka kosmata

Ostrołódka (Oxytropis DC.) – rodzaj roślin z rodziny bobowatych (motylkowatych). Liczba gatunków określana jest zwykle na ponad 300, ale według bazy taksonomicznej Plants of the World online do rodzaju należy ponad 600 gatunków. Różnice te odzwierciedlają trudności taksonomiczne, jakie wynikają z podobieństwa wielu gatunków i tworzenia mieszańców o cechach pośrednich. Zasięg rodzaju obejmuje niemal całą strefę umiarkowaną i okołobiegunową półkuli północnej. W Polsce rosną cztery gatunki z tego rodzaju.
Niektóre gatunki uprawiane są jako rośliny ozdobne. Z powodu toksycznego działania na zwierzęta są uznawane za chwasty na pastwiskach.

## Rozmieszczenie geograficzne
Zasięg rodzaju obejmuje rozległe obszary Ameryki Północnej, Europy i Azji. Rodzaj jest najbardziej zróżnicowany w Azji Środkowej. Południowa granica zasięgu w Ameryce sięga Kalifornii i Teksasu, ale we wschodniej części tego kontynentu tylko rejonu Wielkich Jezior i stanu Maine. W Europie gatunki z tego rodzaju sięgają do krajów południa kontynentu, aczkolwiek nie rosną na wyspach Morza Śródziemnego. W Azji południowa granica zasięgu biegnie przez Irak, Iran, Pakistan, Indie i południowe Chiny.
Do flory Polski należą cztery gatunki:
- ostrołódka Hallera Oxytropis halleri Bunge
- ostrołódka karpacka Oxytropis carpatica R. Uechtr.
- ostrołódka kosmata Oxytropis pilosa (L.) DC.
- ostrołódka polna Oxytropis campestris (L.) DC.

## Morfologia
PokrójByliny i poduszkowe krzewinki, z wyraźną łodygą lub zredukowaną. Pędy pokryte są włoskami pojedynczymi, czasem łuskowatymi, gruczołowatymi.
LiścieLiście wsparte zwykle trwałymi i okazałymi przylistkami, wolnymi lub zrośniętymi, odstającymi lub przylegającymi do ogonka liściowego, zielonymi, czasem skórzastymi lub błoniastymi. Blaszki liściowe zwykle nieparzysto pierzaste, rzadko szczytowy listek zredukowany do ciernia. Tylko u dwóch gatunków liście są jednolistkowe (O. monophylla i O. neimonggolica). Listki mają różny kształt, ale nasadę zawsze skośną. Osadzone są na osi skrętolegle, naprzeciwlegle lub okółkowo.
KwiatyMotylkowe, zebrane w ciasne lub luźne, wydłużone lub główkowato skupione grona (rzadko kwiaty są pojedyncze). Kwiaty wsparte są przysadkami kształtu trójkątnego do lancetowatego. Podkwiatków brak lub są wąsko trójkątne. Kielich zrosłodziałkowy, dzwonkowaty lub walcowaty, powstający z 5 działek o podobnej długości. Płatki korony różnej barwy u różnych gatunków, nierówne i zróżnicowane. Górny płatek tworzy żagielek o różnym kształcie, na szczycie zaokrąglony, wcięty lub podzielony na dwie łatki. Dwa boczne płatki tworzą skrzydełka otulające dolny płatek tworzący łódeczkę skrywającą pręciki i słupek. Te płatki także mają różne kształty. Dziewięć pręcików jest zrośniętych w rurkę, pojedynczy, najwyższy jest wolny. Słupek pojedynczy z zalążnią górną, jest nagi lub owłosiony.
OwoceStrąki o zmiennym kształcie – wąskie lub szerokie, schowane w kielichu lub z niego wystające, o ścianach błoniastych lub skórzastych.

## Systematyka
Pozycja systematyczna
Jeden z rodzajów podrodziny bobowatych właściwych Faboideae w rodzinie bobowatych (motylkowatych) Fabaceae w rzędzie bobowatych Fabaceae. W obrębie podrodziny klasyfikowany do plemienia Galegeae i podplemienia Astragalinae.
Wykaz gatunków